# Министерство внутренних дел Словении
Министерство внутренних дел Словении несёт ответственность за общественную безопасность и полицию, внутренние административные дела и миграцию в Словении.

## Министры внутренних дел Словении
- Игор Бавчар[англ.] (16 мая 1990 — 25 января 1993)
- Иван Бизяк[англ.] (25 января 1993 — 8 июня 1994)
- Андрей Штер[словен.] (8 июня 1994 — 28 февраля 1997)
- Мирко Бандель[словен.] (28 февраля 1997 — 16 февраля 1999)
- Борут Шукле[словен.] (24 марта 1999 — 8 июня 2000)
- Петер Ямбрек[англ.] (8 июня 2000 — 5 декабря 2000)
- Радо Бохинц[словен.] (5 декабря 2000 — 6 декабря 2004)
- Драгутин Мате[англ.] (6 декабря 2004 — 24 ноября 2008)
- Катарина Кресал[англ.] (24 ноября 2008 — 19 августа 2011)
- Алеш Залар[словен.] (2 сентября 2011 — 10 февраля 2012) и. о.
- Винко Горенак[словен.] (10 февраля 2012 — 20 марта 2013)
- Грегор Вирант[англ.] (20 марта 2013 — 18 сентября 2014) — как министр внутренних дел и государственного управления
- Весна Жнидар[англ.] (18 сентября 2014 — 13 сентября 2018)
- Боштян Поклукар[словен.] (13 сентября 2018 — 13 марта 2020)
- Алеш Хойс (13 марта 2020 — 1 июня 2022)
- Татьяна Бобнар (1 июня — 14 декабря 2022)
- Саня Аянович-Ховник[англ.] (и. о.) (14 декабря 2022 — 21 февраля 2023)
- Боштян Поклукар[словен.] (с 21 февраля 2023)